# 西村奈央
西村 奈央（にしむら なお）は、日本の女性声優・女優。湘南テアトロ☆デラルテ所属。大阪府生まれの神奈川県（湘南）育ち。

## 来歴・人物
- 劇作家・後藤ひろひとの大ファンで、劇団員ブログや個人ブログでも「尊敬している」と語っている。
- 2009年1月より始まった劇団湘南テアトロ☆デラルテ(旧：劇団湘南アクターズ)が主宰するワンコインシアターに全て出演している。(但し、10月の「法王庁の避妊法〜特別版」では、本編でなく次回作「ふしぎちゃん-HELLO&GOODBuy-」の予告編でふしぎちゃん(田端ふき)役として出演)
- カフェ・スイーツをこよなく愛し、特に小麦を使ったお菓子やパンがにハマっていることから、自称・小麦ファンクラブ湘南支部長と語っている。(会長は別にいるらしい)

## 出演作品
※ 太字は主役またはメインキャラクター 

### 舞台
- 湘南テアトロ☆デラルテ（旧：湘南アクトステージ）
  - 2003.10月 第5回公演『幸せのアルデンテ』（桜木ハナ）
  - 2004.6月　第6回公演『想い出のガーデニア』（花田しおん）
  - 2005.2月　第7回公演『微笑みのサムシング』（木村百恵）
  - 2005.9月　第8回公演『天使のいる珈琲店』（桜庭七恵）
  - 2006.5月　第9回公演『幸せのアルデンテ』（桜木ハナ）※再演
  - 2006.10月 平塚市民演劇フェスティバル『ウェルメイド家族』（辻本奈々子）
  - 2007.2月　第10回公演『ウェルメイド家族』（辻本奈々子）
  - 2008.9月　平塚市民演劇フェスティバル『十二人の怒れる男』（陪審員七号）
  - 2009.1月〜5月　劇団・湘南アクターズワンコインシアター『十二人の怒れる男』（陪審員七号）
  - 2009.6月　第12回公演『はちみつ〜フルコースバージョン〜』（桃山あきほ）
  - 2009.9月　二宮町文化施設等振興協会支援公演『十二人の怒れる男』（陪審員七号）
  - 2009.9月　平塚市民演劇フェスティバル『別役実のコント検定!〜不条理な笑いのライセンスをあなたに』（『人心事故』警官）
  - 2010.3月　劇団・湘南アクターズワンコインシアター『ふしぎちゃん-HELLOバージョン-』（<主演>ふしぎちゃん）
  - 2010.4月　第14回公演『ふしぎちゃん 完全版〜HELLO&GOOD-BYE〜』（<主演>ふしぎちゃん/田端ふき）
  - 劇団・湘南アクターズマンスリーシアター『ふしぎちゃん〜HELLO&GOOD-BYE』（<主演>ふしぎちゃん/田端ふき）
  - 2011.10月 劇団本公演『ソープオペラ』（鮎川よしえ）
  - 2012.10月 劇団本公演『明日ハレルヤ』（生方幸子）
  - 2013.11月 劇団本公演『ばいばいマイマム』（<主演>杉崎エミ）
  - 2014.11月 劇団本公演『しゃ・ら・ら〜翠川家の四人姉妹〜』（三女・亜貴）

### 朗読劇
- 劇団・湘南アクターズワンコインシアター『聖夜のおくりもの』（『ケーキ』立石律子/明彦(※二役)）
- 劇団・湘南テアトロ☆デラルテ ワンコインシアター『Presents』（『鍋セット』）

### CM
- 日本生命保険『10月1日に生まれて編』(2014.9月〜放送)

### テレビ
- 平塚市民演劇フェスティバル『ウェルメイド家族』（SCN湘南チャンネル）
- 平塚市民演劇フェスティバル『十二人の怒れる男』（SCN湘南チャンネル）
- 平塚市民演劇フェスティバル『別役実のコント検定!〜不条理な笑いのライセンスをあなたに』（SCN湘南チャンネル）

### ラジオ
- 湘南まちかどミュージックパラダイス（レディオ湘南）※ゲスト出演

### ラジオドラマ
- 連続ラジオドラマ劇場 first season ダイアモンドの記憶（FMおだわら）